# Iori
Der Iori (georgisch იორი; aserbaidschanisch Qabırrıçay, auch Qabırlı oder Gabirry) ist ein 320 Kilometer langer linker Nebenfluss der Kura im Osten Georgiens und Westen Aserbaidschans. In der Antike war der Fluss als Kambyses bekannt.

## Verlauf
Der Iori entspringt auf etwa 2700 m an der Westflanke des dort gut 3000 m hohen Kachetischen Gebirgszuges, eines Nebenkammes des Großen Kaukasus. Die Quelle liegt im Nordosten der Region Mzcheta-Mtianeti etwa 80 Kilometer Luftlinie nordnordöstlich der georgischen Hauptstadt Tiflis.
Er fließt zunächst in südwestlicher Richtung, wendet sich bei der Kleinstadt Tianeti nach Süden und dann allmählich nach Südosten. Diese generelle Fließrichtung behält der Iori bis zu seiner Mündung bei. Unterhalb Tianeti ist der Fluss bei Sioni zum Sioni-Stausee angestaut. Weiter unterhalb durchquert er ein sich wieder verengendes Tal, bis er westlich von Sagaredscho die Region Kachetien und das Samgori-Becken erreicht. Etwas oberhalb, beim Dorf Paldo, befindet sich ein Staubauwerk (⊙) am Iori. Dort wird mehr als die Hälfte des Flusswassers durch einen Tunnel in den Samgori-Kanal geleitet, der in Richtung Tiflis verläuft und dort den Tiflis-See, auch „Tiflisser Meer“ genannt, östlich der Stadt speist.
Ab Sagaredscho durchschneidet der Fluss die mittelgebirgsartige, nur dünn besiedelte Landschaft des Iori-Hochlands. Dabei mäandriert er zumeist stark. Südlich von Dedopliszqaro erreicht der Iori die Grenze zu Aserbaidschan, der er auf einigen Kilometern folgt, bevor er noch mehrere Dutzend Kilometer ganz auf dem Territorium des aserbaidschanischen Rayons Samux bis zu seiner Mündung in den nordwestlichen Teil des Mingəçevir-Stausee der Kura fließt. Vor der Schaffung des Stausees in den 1950er-Jahren mündete der Iori von rechts in den Unterlauf des weiter östlich verlaufenden Kura-Nebenflusses Alasani.

## Hydrologie
Das Einzugsgebiet des Flusses umfasst 4650 km², nach anderen Angaben 5225 km², davon 4650 km², entsprechend 88,4 % in Georgien.
Der mittlere jährliche Abfluss beträgt am Mittellauf 18,4 m³/s., nimmt zum Unterlauf unter anderem wegen der Wasserentnahme für landwirtschaftliche Zwecke und zur Trink- und Brauchwasserversorgung jedoch auf 11,6 m³/s (beim Pegel Salahlı 43 km oberhalb der Mündung) und weiter auf 9,82 m³/s bei Yusifli ab. Hochwasser nach der Schneeschmelze in den Bergen führt der Fluss im Mai bis Juni; in den Sommermonaten kommt es niederschlagsbedingt jährlich zu mehreren kürzeren Hochwasserperioden.

## Nutzung und Infrastruktur
Der Iori ist nicht schiffbar.
Am Fluss befindet sich der 1952 fertiggestellte Sioni-Stausee mit einem 85 Meter hohen Staudamm, 325 Millionen m³ Fassungsvermögen und einem kleinen Wasserkraftwerk mit einer Leistung von 9 Megawatt. Vorrangig dient der Stausee aber der Wasserversorgung. Insbesondere am Mittellauf werden mit dem Wasser des Iori auch fast 100.000 Hektar landwirtschaftlicher Nutzflächen bewässert. Am Mittellauf nahe der aserbaidschanischen Grenze entstand in den 1980er-Jahren am Fluss der Dalimta-Stausee mit einem Fassungsvermögen von 180 Millionen m³.
Am Mittellauf bei Sartitschala oberhalb Sagaredscho überqueren die Fernstraße S5 von Tiflis nach Lagodechi sowie die Eisenbahnstrecke von Tiflis nach Telawi den Fluss.